# Sonata per a violí i piano núm. 5 (Weinberg)
La Sonata per a violí i piano núm. 5, op. 53, va ser composta per Mieczysław Weinberg el 1953. Va ser estrenada a la Sala de concerts Glinko de Leningrad el 30 de desembre de 1955 amb Mikhail Vaiman al violí i Maria Karandaixova al piano.

## Moviments
- I. Andante con moto
- II. Allegro molto
- III. Allegro moderato
- IV. Allegro – Andante – Allegretto – Andante

## Origen i context
Weinberg va dedicar la Cinquena Sonata per a violí a Xostakóvitx en agraïment per l'ajuda que va rebre per ser alliberat de la presó de Lubianka el 1953 per una falsa acusació de «nacionalisme burgès jueu». El record del seu empresonament es manifesta en forma de tristesa i ira. Segons Sławek i Whitehouse, aquesta peça és, en molts aspectes, la més destacada i madura de totes les obres de Weinberg per a violí i piano.